# Call You Mine
«Call You Mine» es una canción grabada por el dúo estadounidense The Chainsmokers con la cantante y compositora estadounidense Bebe Rexha. Se lanzó como sencillo el 31 de mayo de 2019, junto a su vídeo musical, la pista es el cuarto sencillo del tercer álbum de estudio del dúo World War Joy. «Call You Mine» marcó la tercera colaboración de The Chainsmokers con Bebe Rexha, después de sus remixes de «Take Me Home» y su remix de su sencillo debut  «I Can't Stop Drinking About You Can». El vídeo musical ganó el premio a mejor vídeo de baile en los MTV Video Music Awards.

## Antecedentes y lanzamiento
El 28 de mayo de 2019, tanto The Chainsmokers como Bebe Rexha compartieron un fragmento del video musical, etiquetándose mutuamente y subtitulando "Viernes" y "VIERNES 5/31", respectivamente. Se lanzó el 31 de mayo de 2019. Fue escrita por Andrew Taggart, Alex Pall, Tony Ann, Andrew Wotman, Alexandra Tamposi, Steve McCutcheon, Norman Whitfield, mientras que la producción fue llevada a cabo por el dúo junto a Andrew Watt.

## Vídeo musical
El vídeo musical dirigido por Dano Cerny se estrenó el 31 de mayo de 2019.

## Posicionamiento en listas
| Listas (2019)                               | Mejor posición |
| ------------------------------------------- | -------------- |
| Alemania (Official German Charts)           | 55             |
| Australia (ARIA)                            | 26             |
| Austria (Ö3 Austria Top 40)                 | 32             |
| Bélgica (Ultratop Flanders)                 | 4              |
| Bélgica (Ultratop Wallonia)                 | 10             |
| Canadá (Canadian Hot 100)                   | 42             |
| China Airplay/FL (Billboard)                | 2              |
| Eslovaquia (Radio Top 100)                  | 71             |
| Eslovaquia (Singles Digitál Top 100)        | 17             |
| Estados Unidos (Billboard Hot 100)          | 56             |
| Estados Unidos (Hot Dance/Electronic Songs) | 2              |
| Estados Unidos (Dance Mix Show Airplay)     | 15             |
| Estados Unidos (Mainstream Top 40)          | 20             |
| Estados Unidos (Rolling Stone Top 100)      | 41             |
| Hungría (Stream Top 40)                     | 11             |
| Irlanda (IRMA)                              | 23             |
| Japón (Japan Hot 100)                       | 97             |
| Noruega (VG-lista)                          | 22             |
| Nueva Zelanda (RMNZ)                        | 32             |
| Países Bajos (Dutch Top 40)                 | 23             |
| Países Bajos (Single Top 100)               | 61             |
| Reino Unido (UK Singles)                    | 50             |
| República Checa (Rádio Top 100)             | 84             |
| República Checa (Singles Digitál Top 100)   | 19             |
| Rumania (Airplay 100)                       | 83             |
| Singapur (RIAS)                             | 6              |
| Suecia (Sverigetopplistan)                  | 37             |
| Suiza (Schweizer Hitparade)                 | 42             |

## Certificaciones
| País (organismo certificador) | Certificación | Unidades certificadas |
| ----------------------------- | ------------- | --------------------- |
| Australia (ARIA)              | Oro           | 70 000                |
| Canadá (Music Canada)         | Platino       | 80 000                |
| Estados Unidos (RIAA)         | Platino       | 1 000 000             |
| México (AMPROFON)             | Platino       | 60 000                |
| Noruega (IFPI)                | Platino       | 60 000                |
| Polonia (ZPAV)                | Oro           | 10 000                |
| Reino Unido (BPI)             | Plata         | 200 000               |

## Historial de lanzamiento
| País           | Fecha               | Formato                      | Discográfica     | Ref    |
| -------------- | ------------------- | ---------------------------- | ---------------- | ------ |
| Varios         | 31 de mayo de 2019  | Descarga digital y Streaming | Columbia Records | [ 1 ]  |
| Estados Unidos | 4 de junio de 2019  | Top 40 radio                 | Columbia Records | [ 42 ] |
| Estados Unidos | 17 de junio de 2019 | Radio Hot adult contemporary | Columbia Records | [ 43 ] |